# Energisa Borborema
A Energisa Borborema, anteriormente conhecida como Companhia Energética da Borborema (CELB) foi uma empresa concessionária de distribuição de energia elétrica.

## História
Em 3 de setembro de 1966 é criada a Companhia Energética da Borborema (CELB). O início da Energisa Borborema se deu após a privatização da CELB no ano de 1999, através de leilão em que o Grupo Cataguases-Leopoldina arrematou a empresa.
Em 2008 o Grupo Cataguases-Leopoldina se reestruturou e adotou uma nova marca, passando a ser o Grupo Energisa e, com isso, a CELB passou a se chamar Energisa Borborema.
Em 1 de maio de 2023 a Energisa Paraíba incorporou a Energisa Borborema.

## Área de concessão
A Energisa Borborema atendia 6 municípios do Estado da Paraíba: Campina Grande, Lagoa Seca, Queimadas, Fagundes, Massaranduba e Boa Vista. 